# Мацуда Мітіюкі
Мацу́да Мітію́кі (яп. 松田道之, まつだ みちゆき, МФА: [mat͡suda mʲit͡ɕijuki]; 22 червня 1839 — 6 липня 1882) — японський політичний і державний діяч. Службовець Міністерства внутрішніх справ Японії. Перший голова префектури Шіґа. Відіграв центральну роль в анексії Рюкю.

## Біографія
Мацуда Мітіюкі народився 22 червня 1839 року в самурайській родині Кубо, васалів Тотторі-хану провінції Інаба. В дитинстві його віддали до роду Мацуда як названого сина. Хлопець навчався у приватній школі Канґієн. 
1862 року Мітіюкі прибув до Кіото у супрводі володаря Ікеди Йошінорі. В юності він цікавився політикою, був учасником руху «Шануймо імператора, геть варварів!» й виступав за повалення сьоґунату. Після реставрації Мейдзі 1868 року Мітіюкі взяли на урядову службу. Він почергово працював провінційним чиновником, писарем Імперської канцелярії, заступником судді Кіотоського суду. 
1871 року Мітіюкі був призначений головою префектури Оцу, а наступного року — першим головою префектури Шіґа. Він сприяв вивченню іноземних мов серед місцевих дітлахів і 1872 року заснував школу європейських студій. 1874 року стараннями префектурного голови було відкрито першу в Японії Регіональну раду місцевих депутатів. 
В березні 1875 року, за рекомендацій Окубо Тосіміті та Іто Хіробумі, Мітіюкі було переведено на роботу до Міністерства внутрішніх справ Японії і призначено старшим секретарем. Він займався справою анексії Рюкюської держави. Протягом 1875 — 1879 років Мітіюкі провів три серії переговорів з рюкюським керівництвом про приєднання, які завершились безрезультатно. Насамкінець, 1879 року, він провів анексію Рюкю під тиском зброї й проголосив створення префектури Окінава. За цю операцію його було нагороджено Орденом Ранкового сонця третього ступеня.
В грудні 1879 року Мітіюкі було призначено головою префектури Токіо. Завдяки йому було налагоджено роботу токійської протипожежної системи, проведено новітній водопровід, встановлено газові ліхтарі та впорядковано Токійський порт в районі Шінаґави.
6 липня 1882 Мацуда Мітіюкі помер в Токіо від тяжкої хвороби. Похований на токійському цвинтарі Аояма.